# Deutsche Tischtennis-Meisterschaft 1932
Die 2. nationale Deutsche Tischtennis-Meisterschaft – damals noch Bundesspiele genannt –  fand am 25. und 26. März 1932 (Karfreitag und Karsamstag) in Dresden statt. Spiellokal war das Restaurant Königshof in Dresden-Strehlen. Alle Vorjahressieger verteidigten ihre Titel, nämlich Nikita Madjaroglou im Einzel bei den Herren und Astrid Krebsbach bei den Damen. Doppel- und Mixedwettbewerbe wurden diesmal nicht ausgetragen, dafür allerdings Meisterschaften für Herren- und Damen-Bezirksmannschaften (Gaumeisterschaft).

## Herreneinzel
|  | Halbfinale | Halbfinale                  | Halbfinale |  |  | Finale | Finale             | Finale |
|  |            |                             |            |  |  |        |                    |        |
|  |            |                             |            |  |  |        |                    |        |
|  | 1          | Nikita Madjaroglou          | 3          |  |  |        |                    |        |
|  | 4          | Kurt Entholt (Kiel)         | 1          |  |  |        |                    |        |
|  |            |                             |            |  |  | 1      | Nikita Madjaroglou | 3      |
|  |            |                             |            |  |  | 3      | Heinz Nickelsburg  | 0      |
|  | 2          | Heinz Nickelsburg (Dresden) | 3          |  |  |        |                    |        |
|  | 3          | Paul Benthien               | 1          |  |  |        |                    |        |
|  |            |                             |            |  |  |        |                    |        |

## Dameneinzel
|  | Halbfinale | Halbfinale                  | Halbfinale |  |  | Finale | Finale             | Finale |
|  |            |                             |            |  |  |        |                    |        |
|  |            |                             |            |  |  |        |                    |        |
|  | 1          | Mona Müller-Rüster (Berlin) | 3          |  |  |        |                    |        |
|  | 4          | Alice Pötsch (Dresden)      | 2          |  |  |        |                    |        |
|  |            |                             |            |  |  | 1      | Astrid Krebsbach   | 3      |
|  |            |                             |            |  |  | 3      | Mona Müller-Rüster | 2      |
|  | 2          | Astrid Krebsbach (Berlin)   | 3          |  |  |        |                    |        |
|  | 3          | Annemarie Hähnsch (Dresden) | 2          |  |  |        |                    |        |
|  |            |                             |            |  |  |        |                    |        |

## MannschaftswettbewerbeGaumeisterschaften
Hier kämpften Bezirks-Mannschaften um die nationale deutsche Meisterschaft. Das ist nicht zu verwechseln mit den Meisterschaften für Vereins-Mannschaften, deren erste 1932/33 stattfand. Sowohl für den Sieger der Herren- als auch der Damen-Bezirksmannschaft stiftete der DTTB-Präsident Werner Arndt einen Wanderpokal.

### Bezirks-Herrenmannschaften
Acht Bezirke meldeten eine Mannschaft bestehend aus drei Spielern. Diese wurden auf zwei Gruppen aufgeteilt, wo jeder gegen jeden antrat. Die Bezirke München und Hannover waren nicht vertreten.
- Gruppe A
  - Bezirk Berlin (Steiner, Rudolf Schwager, Heinz Nickelsburg)
  - Bezirk Hannover (nicht angetreten)
  - Bezirk Frankfurt am Main (Albert Schimmel, Ludwig Ploch ...)
  - Bezirk Danzig (Krajkemann, ...)
- Gruppe B
  - Bezirk Dresden (Nikita Madjaroglou, Erich Klein, Karlitzky, Wolfram Bauer)
  - Bezirk Stettin (Alfred Steppuhn, Erich Richert, ...)
  - Bezirk Hamburg (Paul Benthien, Hermann Hell, Kurt Entholt, Erich Deisler)
  - Bezirk Magdeburg (Ernst Haubold, ...)

Im Endspiel siegte Dresden gegen Berlin mit 5:3.

### Bezirks-Damenmannschaften
Bei den Damen waren nur vier Bezirks-Mannschaften angereist:
- Bezirk Berlin (Astrid Krebsbach, Mona Müller-Rüster, Frau Polakowsky)
- Bezirk Dresden (Annemarie Hähnsch, Frl. Alice Pötsch, ...)
- Bezirk Stettin (Frl. Karge, Frl. von Normann ...)
- Bezirk Magdeburg ( ...)

Am Ende der Gruppenspiele waren Berlin und Dresden punktgleich. Das Entscheidungsspiel gewann Berlin mit 3:0.

## Weitere Teilnehmer
- Herr Benkert (Dresden), Verein Bar Kochba, 1:3 gegen Heinz Nickelsburg
- Erich Deisler (Hamburg), Sieg über Steiner, Platz 6–7 in der deutschen Rangliste 1931/32[1]
- Herr Dittgen (Magdeburg)
- Ernst Haubold (Altenburg), Platz 16–20 in der deutschen Rangliste 1931/32[1]
- Herr Karlitzky (Leipzig), Platz 16–20 in der deutschen Rangliste 1931/32[1]
- Erich Klein (Dresden), Niederlage gegen Kurt Entholt, Platz 16–20 in der deutschen Rangliste 1931/32[1]
- Hans-Georg Lindenstaedt (Berlin), knappe Niederlage gegen Paul Benthien, Platz 8–9 in der deutschen Rangliste 1931/32[1]
- Frl. von Normann (Stettin), Platz 11–16 in der deutschen Rangliste 1931/32[1]
- Frau Polakowsky (Magdeburg), Platz 17–20 in der deutschen Rangliste 1931/32[1]
- Frl. Alice Pötsch (Dresden): Verein Blau-Weiß, Platz 4 in der deutschen Rangliste 1931/32[1]
- Erich Richert (Stettin), Niederlage gegen Kurt Entholt, Platz 12–15 in der deutschen Rangliste 1931/32[1]
- Rudolf Schwager (Berlin), Niederlage gegen Kurt Entholt, Platz 3–5 in der deutschen Rangliste 1931/32[1]
- Herr Steiner (Berlin), Niederlage gegen Erich Deisler, Platz 16–20 in der deutschen Rangliste 1931/32[1]